# Emmerich am Rhein
Emmerich am Rhein – miasto w Niemczech, w kraju związkowym Nadrenia Północna-Westfalia, w rejencji Düsseldorf, w powiecie Kleve. Według danych na rok 2010 liczy 29 571 mieszkańców. Szacuje się, że Polacy stanowią koło 12% ludności miasta.
W mieście rozwinął się przemysł spożywczy, papierniczy oraz stoczniowy.

## Współpraca
- Wielka Brytania: King’s Lynn
- Litwa: Szyłokarczma
- Stany Zjednoczone: Kirkland